# Brandvijfhoek
De brandvijfhoek geeft de vijf belangrijkste factoren weer die spelen bij een brand:
- Brandbare stof
- Zuurstof
- Ontstekingstemperatuur
- Mengverhouding
- Katalysator

De eerste drie factoren tezamen worden ook de branddriehoek genoemd.
De factor "mengverhouding" geeft aan dat hoe fijner de brandbare stof verdeeld is met de zuurstof, hoe beter het mengsel brandt. De mengverhouding is onder andere cruciaal bij stofexplosies. Bij stofexplosies  bestaat het explosieve mengsel uit zeer fijn verdeeld stof welke goed gemengd is met de omringende lucht.
Ook bij de verbranding in benzine-motoren is de mengverhouding van belang: hoe beter de fijne benzinedruppeltjes verdeeld zijn met de lucht (druppelgrootte), en hoe gunstiger de hoeveelheid brandstof ten opzichte van de hoeveelheid lucht, des te beter de verbranding.
De laatste factor van de brandvijfhoek is de katalysator. Deze kan positief katalytisch zijn (het branden wordt versneld) of negatief katalytisch. Bij vaste stoffen werken poederblussers negatief katalytisch.
Voorbeeld van een positieve katalysator is in dit geval sigarettenas en een suikerklontje. Als men een suikerklontje wil aansteken door middel van een aansteker eronder te houden zal het niet lukken om het suikerklontje te laten ontsteken. Maar doopt men het suikerklontje in de sigarettenas dan zal het suikerklontje gaan branden. Weliswaar niet heftig maar het suikerklontje brandt. Dit is dan een positieve reactie veroorzaakt door de sigarettenas.
Mengverhouding is een belangrijk onderdeel van de brandvijfhoek. Als de mengverhouding niet juist is krijg je meestal een onvolledige verbranding. Denk bijvoorbeeld bij het smeulen van hout. Meestal komen er giftige stoffen vrij zoals koolmonoxide.